# Molophilus diferox
Molophilus diferox là một loài ruồi trong họ Limoniidae. Chúng phân bố ở miền Cổ bắc.